# Rankin/Bass Animated Entertainment
Rankin/Bass Animated Entertainment (МФА: [ˈɹæŋkɪn beɪs ˈænɪˌmeɪtɪd ˌɛntɚˈteɪnmənt], «Ра́нкин/Бе́йс Эниме́йтид Энтерте́йнмент», ранее Videocraft International, Ltd. и Rankin/Bass Productions, Inc.) — американская продюсерская компания, производитель мульт— и live-action фильмов. Штаб-квартира расположена в Нью-Йорке. Была известна прежде всего своими покадровыми анимационными мультфильмами, выпускаемыми на телевидении в основном по тематике Рождества. Выпуски Rankin/Bass узнаваемы по визуальному стилю: персонажи, похожие на кукол, с шарообразными частями тела и множеством снега вокруг, а также использованием техники анимации под названием «Animagic», разработанной японским художником Тадахито Мочинага в Токио.
Почти вся анимация студии была передана на аутсорсинг японским анимационным компаниям, таким как Toei Animation, MOM Production, Mushi Productions и Topcraft. Rankin/Bass была одной из первых западных студий, которая передала на аутсорсинг производство малобюджетных анимационных теле— и кинофильмов анимационным студиям в зарубежных странах.

## История
Компания была основана в Нью-Йорке Артуром Ранкином-младшим и Жюлем Бассом (англ. Jules Bass) 14 сентября 1960 года под названием Videocraft International, Ltd. Большая часть работ Ранкина/Басса, включая все их покадровые анимационные фильмы «Animagic» (благодаря которым они получили широкую известность), была создана в Токио, Япония. В 1960-х годах производством Animagic руководил японский художник покадровой анимации Тадахито Мочинага (англ. Tadahito Mochinaga) в своей студии MOM Production. В титрах он указан как «Тэд Мочинага».
Традиционной анимацией Rankin/Bass занимались несколько студий, таких как Toei Animation, Eiken (ранее известная как TCJ), Dentsu, Mushi Production и, в особенности, Topcraft, основанная 1 февраля 1972 года аниматором Toei Тору Харой (который был указан в титрах как руководитель анимации в некоторых спецвыпусках Rankin/Bass). В то время как несколько сотрудников Topcraft, включая Хару и легенду анимационной индустрии Хаяо Миядзаки, основали Studio Ghibli после закрытия Topcraft, другая часть сотрудников основали ещё одну студию: Pacific Animation Corporation, которая продолжала работать над проектами Rankin/Bass до тех пор, пока её не купила компания Disney в 1988 году.
Помимо известных актёров, озвучивавших спецвыпуски, у студии Rankin/Bass была собственная группа людей, занимавшихся озвучиванием. На раннем этапе работы студии эта группа базировалась в канадском городе Торонто, где записью руководил опытный диктор CBC Бернард Коэн. В состав канадской группы входили такие актёры, как Пол Соулз (англ. Paul Soles), Ларри Манн, Билли Мэй Ричардс (англ. Billie Mae Richards) и Карл Банас (англ. Carl Banas).
Мори Лоуз (англ. Maury Laws) был музыкальным руководителем почти всех анимационных телевыпусков. Ромео Мюллер (англ. Romeo Muller) был несменяемым сценаристом студии Ранкина/Басса, создав сюжет для таких мультфильмов как: «Приключения оленёнка Рудольфа» (1964), «Маленький барабанщик» (англ. «The Little Drummer Boy») (1968) и «Приключения снеговика Фрости» (1969).

### Первое появление студии
Одним из первых проектов Videocraft стал независимо созданный в 1961 году телесериал «Новые приключения Пиноккио», основанный на романе итальянского писателя Карло Коллоди 1883 года «Приключения Пиноккио» и показывающий «Animagic» — процесс покадровой анимации с использованием фигурок или кукол (подобный стиль ранее уже можно было встретить в «Puppetoons» Джорджа Пала и «Gumby and Davey and Goliath» Арта Клоки), которым руководил Мочинага и его сотрудники в MOM Production совместно с Dentsu. За этим последовал еще один сериал, созданный совместно с Crawley Films в Оттаве под руководством Ф. Р. Кроули (англ. F. R. Crawley), — «Сказки Волшебника страны Оз» — адаптация романа 1900 года «Удивительный Волшебник из страны Оз» Л. Фрэнка Баума. 

### Приключения оленёнка Рудольфа
Известность студии подарили праздничные анимационные спецвыпуски для показа по американскому телевидению. В 1964 году компания выпустила специальный выпуск для NBC и спонсора General Electric , будущего владельца NBC. Это была покадровая анимационная адаптация рассказа Роберта Л. Мэя 1939 года «Рудольф, красноносый олень» и песни 1949 года с аналогичным названием, написанной шурином Мэя, Джонни Марксом. Почти два десятилетия назад, в 1948 году, по нему был снят мультфильм Максом Флейшером, братом и бывшим партнером Дэйва Флейшера, как традиционный короткометражный анимационный фильм для другой американской студии, — Jam Handy Film Company.
«Рудольф» стал одним из самых популярных и продолжительных рождественских спецвыпусков в истории телевидения, он транслировался на NBC примерно до 1972 года, после чего перешёл на CBS. В 2019 году, в честь своего 55-летия, спецвыпуск также показывали на телеканале Freeform в рамках программного блока «25 дней Рождества», несмотря на то, что он продолжал транслироваться на CBS по отдельной лицензии Universal, в 2024 году  вернулся на NBC в честь своего 60-летия.
В спецвыпуск вошло семь оригинальных песен. В 1965 году была записана новая песня «Fame and Fortune», которая заменила уже устоявшуюся «We're a Couple of Misfits».
Успех «Рудольфа» привёл к появлению множества других рождественских спецвыпусков. Первым был «Сверчок на очаге»   (англ. The Cricket on the Hearth) 1967 года выпуска с сюжетом от Дэнни Томаса, дизайном персонажей от Дона Дуги и Пола Кокера, а также анимацией от TCJ Дзиро Янасе. За ним последовал спецвыпуск ко Дню благодарения 1968 года «Мышь на «Мэйфлауэре» (англ. The Mouse on the Mayflower), где в роли рассказчика выступал Теннесси Эрни Форд, а анимацией руководили Кэндзо Масаока, Санаэ Ямамото и Ясудзи Мурата из Toei Animation. Пол Кокер-младший впоследствии занимался дизайном персонажей и спродюсировал более 40 спецвыпусков и эпизодов Rankin-Bass.

### Прочие выпуски, приуроченные к праздникам
В 1968 году британская актриса Грир Гарсон озвучила мультфильм «Маленький барабанщик» , основанный на одноимённой песне 1941 года и действие которого разворачивается во время рождения Иисуса Христа. В том же году компания Videocraft International, Ltd. сменила название на Rankin/Bass Productions, Inc., извменив логотип, но сохранив подпись «Videocraft» в финальных титрах до 1971 года, когда Tomorrow Entertainment, подразделение General Electric Company, приобрело продюсерскую компанию. «Анимагический» (от названия покадровой анимации «Animagic») процесс создания мультфильма «Маленький барабанщик» проходил в студии MOM Production, которая была переименована в Video Tokyo Production после того, как Тадахито Мочинага вернулся в Китай после завершения работы над анимацией для мультфильма «Безумная вечеринка монстров?», тем самым завершив свое сотрудничество с Rankin/Bass. Такео Накамура, режиссёр покадрового фильма Sanrio 1979 года «Щелкунчик-фантазия» (англ. «Nutcracker Fantasy»), был в команде студии, но его никогда не указывали в конечных титрах. 

## Франшизы
| Название                      | Дата выпуска |
| ----------------------------- | ------------ |
| Приключения оленёнка Рудольфа | 1964–1979    |
| Маленький барабанщик          | 1968–1976    |
| Приключения снеговика Фрости  | 1969–1979    |
| Санта Клаус прибыл в город    | 1970–1979    |